# Joachim Camerarius starší
Joachim Camerarius starší (12. dubna 1500, Bamberk, Německo – 17. dubna 1574, Lipsko, Německo) byl německý klasický učenec.

## Životopis
Narodil se v Bambergu v Bamberském knížecím biskupství. Jeho příjmení bylo Liebhard, ale obecně se mu říkalo Kammermeister, předchozí členové jeho rodiny zastávali úřad komorníka (camerarius) biskupům z Bambergu.
Studoval v Lipsku, Erfurtu a Wittenbergu, kde se sblížil s Philippem Melanchthonem, katolickým reformátorem a přítelem Martina Luthera. Několik let byl učitelem historie a řečtiny na gymnáziu v Norimberku (Ägidiengymnasium). V roce 1530 byl poslán jako zástupce pro Norimberk na dietu v Augsburgu, kde pomáhal Melanchthonovi při sestavování augsburského vyznání.
O pět let později byl vévodou Ulrichem z Württembergu pověřen reorganizací univerzity v Tübingenu; a v roce 1541 vykonal podobnou práci v Lipsku, kde strávil většinu života. Byl důležitou osobností v reformačním hnutí a jeho rady často vyhledávali přední muži.
V roce 1535 si dopisoval s Františkem I. Francouzským ohledně možnosti usmíření mezi katolickým a protestantským vyznáním. V roce 1568 poslal pro něj do Vídně Maxmilián II., aby s ním hovořil na stejné téma.
Zemřel v Lipsku 17. dubna 1574.
Camerariusův vnuk Ludwig Camerarius byl vůdčí osobností třicetileté války, jako hlava falcké vlády v exilu.

## Dílo
Přeložil do latiny Herodotus, Demosthenes, Xenophon, Homer, Theocritus, Sofokles, Lucian, Theodoretus, Nicephorus, Ptolemaios a další řečtí spisovatelé. Publikoval více než 150 děl, včetně Catalogue of the Bishops of the Principal Sees, Greek Epistles (Řecké epištoly); Accounts of his Journeys (Poznámky z cest) v latinském verši; Kommentary on Plautus, pojednání o numismatice; Euclid in Latin, knihu o jezdeckého umění Hippocomicus a Lives of Helius Eobanus Hessus, George of Anhalt and Philipp Melanchthon. Jeho Epistolae Familiares (vydané po jeho smrti) jsou cenným příspěvkem do historie jeho doby.
V roce 1535 vydal první tištěné řecké vydání Ptolemaiova astrologického textu, Tetrabiblos. Pevně věřil v astrologii a tak v roce 1535 pokračoal s druhým vydáním Tetrabiblos, opět v řečtině s doprovodným latinským překladem Philippa Melanchthona.